# Горњи Сухор при Метлики
Горњи Сухор при Метлики (словен. Gornji Suhor pri Metliki) је насељено место у општини Метлика, регија Југоисточна Словенија, Словенија.

## Историја
До територијалне реорганизације у Словенији био је у саставу старе општине Метлика.

## Становништво
У попису становништва из 2011. године, Горњи Сухор при Метлики имао је 94 становника.
| Број становника према пописима | Број становника према пописима | Број становника према пописима |
| ------------------------------ | ------------------------------ | ------------------------------ |
| 1991                           | 2002                           | 2011                           |
| 68                             | 90                             | 94                             |

Напомена: До 1953. исказивано под именом Горњи Сухор.